# Stephan Feck
 Stephan Feck (* 17. Februar 1990 in Leipzig) ist ein deutscher Wasserspringer. Er startet für den SC DHfK Leipzig und tritt in den Disziplinen Kunstspringen vom 1-m- und 3-m-Brett sowie an der Seite von Patrick Hausding im 3-m-Synchronspringen an.
Feck gewann bei den Europameisterschaften 2010 in Budapest und 2011 in Turin jeweils die Silbermedaille im 3-m-Synchronspringen. 2011 wurde er zudem im Einzel vom 1-m-Brett Fünfter und vom 3-m-Brett Siebter.
Im Jahr 2009 nahm er erstmals an Weltmeisterschaften teil. Im Synchronwettbewerb wurde er mit Hausding Fünfter. 2011 wiederholte das Duo diese Platzierung.
2012 nahm Feck an den Olympischen Spielen in London teil und schied als 29. in der Qualifikation aus.
Feck gewann seit 2007 insgesamt sechs Deutsche Meistertitel. Trainiert wird er von Uwe Fischer, dem Vater von Heike Fischer.
Feck ist Sportsoldat der Bundeswehr-Sportfördergruppe im sächsischen Frankenberg.